# Gigathele limenghuai
Espèce
Synonymes
- Macrothele limenghuai Lin & Li, 2021

Gigathele limenghuai est une espèce d'araignées mygalomorphes de la famille des Macrothelidae.

## Distribution
Cette espèce est endémique du Sichuan en Chine,. Elle se rencontre dans le district de Yucheng.

## Description
Le mâle holotype mesure 28,13 mm et la femelle paratype 39,30 mm.

## Systématique et taxinomie
Cette espèce a été décrite sous le protonyme Macrothele limenghuai par Lin et Li en 2021. Elle est placée dans le genre Gigathele par Shao, Zhou et Lin en 2025.

## Étymologie
Cette espèce est nommée en l'honneur de Meng-hua Li.

## Publication originale
- Lin, Yan, Li, Ballarin & Chen, 2021 : « Five new species of Macrothele Ausserer, 1871 from China (Araneae, Macrothelidae). » ZooKeys, no 1052, p. 1-23 (texte intégral).